# Trofeo Mundial de Rugby Juvenil 2009
El Trofeo Mundial de Rugby Juvenil 2009 fue la segunda edición del torneo que organizaba la IRB (hoy World Rugby). Los 16 partidos se disputaron en 2 estadios de Nairobi, capital de Kenia. Se coronaron campeones los juveniles de Rumania que excepcionalmente no clasificaron al Campeonato Mundial (mundial de 1ª categoría) ya que este disminuyó de 16 a 12 la cantidad de participantes.

## Equipos participantes[5]
| - Selección juvenil de rugby de Estados Unidos - Selección juvenil de rugby de Islas Caimán - Selección juvenil de rugby de Kenia - Selección juvenil de rugby de Namibia | - Selección juvenil de rugby de Chile - Selección juvenil de rugby de Corea del Sur - Selección juvenil de rugby de Papúa Nueva Guinea - Selección juvenil de rugby de Rumania |

## Grupo A

### Posiciones
| Pos. | Equipo         | Encuentros | Encuentros | Encuentros | Encuentros | Tantos  | Tantos    | Tantos     | Puntos Bonus | Puntos Totales |
| Pos. | Equipo         | jugados    | ganados    | empatados  | perdidos   | a favor | en contra | diferencia | Puntos Bonus | Puntos Totales |
| ---- | -------------- | ---------- | ---------- | ---------- | ---------- | ------- | --------- | ---------- | ------------ | -------------- |
| 1    | Estados Unidos | 3          | 2          | 0          | 1          | 125     | 72        | + 53       | 4            | 12             |
| 2    | Kenia          | 3          | 2          | 0          | 1          | 117     | 54        | + 63       | 3            | 11             |
| 3    | Namibia        | 3          | 2          | 0          | 1          | 150     | 53        | + 97       | 2            | 10             |
| 4    | Islas Caimán   | 3          | 0          | 0          | 3          | 22      | 235       | - 213      | 0            | 0              |

Nota: Se otorgan 2 puntos al equipo que gane un partido y 1 al que empate
Puntos Bonus: 1 punto por convertir 4 tries o más en un partido y 1 al equipo que pierda por no más de 7 tantos de diferencia
|  | Juega por el 1º puesto |

|  | Juega por el 3º puesto |

|  | Juega por el 5º puesto |

|  | Juega por el 7º puesto |

### Resultados

#### Primera fecha
| 21 de abril | Islas Caimán | 15 - 64 | Estados Unidos | Impala Ground, Nairobi |  |
|             |              | Reporte |                |                        |  |

| 21 de abril | Kenia | 17 - 22 | Namibia | RFUEA Grounds, Nairobi |  |
|             |       | Reporte |         |                        |  |

#### Segunda fecha
| 25 de abril | Islas Caimán | 7 - 104 | Namibia | Impala Ground, Nairobi |  |
|             |              | Reporte |         |                        |  |

| 25 de abril | Kenia | 33 - 32 | Estados Unidos | RFUEA Grounds, Nairobi |  |
|             |       | Reporte |                |                        |  |

#### Tercera fecha
| 29 de abril | Kenia | 67 - 0  | Islas Caimán | RFUEA Grounds, Nairobi |  |
|             |       | Reporte |              |                        |  |

| 29 de abril | Namibia | 24 - 29 | Estados Unidos | RFUEA Grounds, Nairobi |  |
|             |         | Reporte |                |                        |  |

## Grupo B

### Posiciones
| Pos. | Equipo             | Encuentros | Encuentros | Encuentros | Encuentros | Tantos  | Tantos    | Tantos     | Puntos Bonus | Puntos Totales |
| Pos. | Equipo             | jugados    | ganados    | empatados  | perdidos   | a favor | en contra | diferencia | Puntos Bonus | Puntos Totales |
| ---- | ------------------ | ---------- | ---------- | ---------- | ---------- | ------- | --------- | ---------- | ------------ | -------------- |
| 1    | Rumania            | 3          | 3          | 0          | 0          | 141     | 51        | + 90       | 2            | 14             |
| 2    | Chile              | 3          | 2          | 0          | 1          | 119     | 69        | + 50       | 3            | 11             |
| 3    | Papúa Nueva Guinea | 3          | 1          | 0          | 2          | 82      | 119       | - 37       | 1            | 5              |
| 4    | Corea del Sur      | 3          | 0          | 0          | 3          | 54      | 157       | - 103      | 0            | 0              |

Nota: Se otorgan 2 puntos al equipo que gane un partido y 1 al que empate
Puntos Bonus: 1 punto por convertir 4 tries o más en un partido y 1 al equipo que pierda por no más de 7 tantos de diferencia
|  | Juega por el 1º puesto |

|  | Juega por el 3º puesto |

|  | Juega por el 5º puesto |

|  | Juega por el 7º puesto |

### Resultados

#### Primera fecha
| 21 de abril | Papúa Nueva Guinea | 17 - 50 | Rumania | Impala Ground, Nairobi |  |
|             |                    | Reporte |         |                        |  |

| 21 de abril | Chile | 49 - 21 | Corea del Sur | RFUEA Grounds, Nairobi |  |
|             |       | Reporte |               |                        |  |

#### Segunda fecha
| 25 de abril | Chile | 50 - 22 | Papúa Nueva Guinea | RFUEA Grounds, Nairobi |  |
|             |       | Reporte |                    |                        |  |

| 25 de abril | Corea del Sur | 14 - 65 | Rumania | RFUEA Grounds, Nairobi |  |
|             |               | Reporte |         |                        |  |

#### Tercera fecha
| 29 de abril | Papúa Nueva Guinea | 43 - 19 | Corea del Sur | Impala Ground, Nairobi |  |
|             |                    | Reporte |               |                        |  |

| 29 de abril | Chile | 20 - 26 | Rumania | RFUEA Grounds, Nairobi |  |
|             |       | Reporte |         |                        |  |

## Finales[6]

### 7º puesto
| 3 de mayo | Islas Caimán | 12 - 62 | Corea del Sur | Impala Ground, Nairobi |  |
|           |              | Reporte |               |                        |  |

### 5º puesto
| 3 de mayo | Namibia | 48 - 43 | Papúa Nueva Guinea | RFUEA Grounds, Nairobi |  |
|           |         | Reporte |                    |                        |  |

### 3º puesto
| 3 de mayo | Kenia | 17 - 19 | Chile | RFUEA Grounds, Nairobi |  |
|           |       | Reporte |       |                        |  |

### 1º puesto
| 3 de mayo | Estados Unidos | 13 - 25 | Rumania | RFUEA Grounds, Nairobi |  |
|           |                | Reporte |         |                        |  |

| Bandera de Rumania |
| Campeón Rumania    |
| Primer título      |

## Posiciones finales[8]
| Posición | Selección          |
| -------- | ------------------ |
| 1        | Rumania            |
| 2        | Estados Unidos     |
| 3        | Chile              |
| 4        | Kenia              |
| 5        | Namibia            |
| 6        | Papúa Nueva Guinea |
| 7        | Corea del Sur      |
| 8        | Islas Caimán       |